# GAC Group
GAC Group (Guangzhou Automobile Group Co., Ltd.) — китайська автомобільна компанія, розташована в місті Гуанчжоу.
Станом на 2012 рік компанія увійшла до ряду найбільших автовиробників у Китаї.
GAC Group продає легкі автомобілі Trumpchi, електромобілі Aion та автобуси GAC. Компанія також випускає автомобілі Honda і Toyota на спільних підприємствах.

## Історія
Guangzhou Automobile Group Co., Ltd. була заснована в 1955 році, а в 2005 році стала холдингом Guangzhou Automobile Industry Group і акціонерним товариством. Станом на 2009 рік це був 6-й за величиною автовиробник в Китаї.
У 2009 році компанія придбала 29% китайського виробника автомобілів Changfeng Automobile, ставши його найбільшим акціонером. 2011 року GAC придбала решту акцій Changfeng, завершивши придбання компанії.
Раніше компанія GAC була зареєстрована на біржі через Denway Motors, а в 2010 році стала зареєстрована під власним ім'ям на Гонконгській фондовій біржі. Того ж року акціонери Denway Motors схвалили її приватизацію GAC. Згодом, 25 серпня 2010 року, Denway Motors була виключена з лістингу, а 30 серпня 2010 року замінена на Guangzhou Automobile Group (SEHK: 2238) шляхом обміну акціями.
Наприкінці 2010 року GAC придбала 51% акцій Gonow, середнього китайського автовиробника спортивно-утилітарних автомобілів, субкомпактів та пікапів[12].
У грудні 2010 року GAC запустила нову марку Trumpchi. Її перший продукт базувався на Alfa Romeo 166.
У 2010 році GAC увійшла до десятки найбільших китайських автовиробників, посівши шосте місце і продавши 724 200 автомобілів.
У 2011 році компанія зберегла свою позицію шостого найбільшого китайського автовиробника за обсягом виробництва: GAC виготовила 740 400 автомобілів за цей рік.
На початку 2012 року компанія була зареєстрована на Шанхайській фондовій біржі.
17 листопада 2023 року GAC Group оголосила про самостійну розробку ключових технологій, включаючи повністю твердотільні акумулятори, безкобальтові акумулятори, акумулятори з низьким вмістом кобальту та натрій-іонні акумулятори. Компанія має на меті досягти інтеграції повністю твердотільних акумуляторів в автомобілі до 2026 року.
У 2023 році компанія розробила перший двигун для автомобілів, що працює на аміаку.
У листопаді 2023 року GAC Group і Huawei підписали угоду про співпрацю, згідно з якою GAC створить новий електромобільний бренд високого класу на додаток до Trumpchi, Aion і Hyptec, обидві сторони співпрацюватимуть у сфері розробки продуктів, маркетингу та екологічних послуг.
2 листопада 2024 року штаб-квартира GAC Group переїхала з Центру GAC в CBD Нового міста Чжуцзян до Автоміста Панью.

## Моделі
Список автомобілів GAC